# Pelomys hopkinsi
Pelomys hopkinsi és una espècie de mamífer rosegador de la família dels múrids. Viu a Kenya, Ruanda, Uganda i, possiblement, Burundi i Tanzània. El seu hàbitat natural són els aiguamolls. Es desconeix si hi ha cap amenaça significativa per a la supervivència d'aquesta espècie. L'espècie fou anomenada en honor de l'entomòleg anglès George Henry Evans Hopkins.